# Carlo Beni
Carlo Beni (Stia, 7 febbraio 1849 – Firenze, 20 novembre 1932) è stato un avvocato, naturalista, politico e storico italiano.

## Biografia
Fu autore di una guida del Casentino pubblicata nel 1881 e più volte aggiornata e ristampata, che costituisce ancora il riferimento principale per la descrizione del territorio. Fu sindaco di Stia per quasi trent'anni, consigliere provinciale di Arezzo e presidente del consiglio provinciale dal 1905 al 1920.
Membro della Società Colombaria di Firenze, costituì un'importante raccolta ornitologica conservata ed esposta a Stia. Acquistò i ruderi dell'antico castello del conti Guidi del ramo di Palagio, ricostruendovi come sua residenza l'edificio in stile chiamato "castello di Palagio Fiorentino", oggi di proprietà comunale.
Gli è stato dedicato il museo ornitologico di Stia, fondato nel 1990.

## Pubblicazioni (parziale)
- Del furto violento e sua differenza dalla rapina nel diritto romano, nella pratica, e nei tempi moderni ..., 1874
- Guida illustrata del Casentino, Firenze , Tipografia Niccolai, 1881
- Notizie sopra gli indigeni di México: comunicazione letta nell'adunanza del 20 febbraio 1880 (Estratto dall'Archivio per l'antropologia e la etnologia di Firenze, volume XXI, Fascicolo 10)), Tip. dell'arte della stampa, 1882
- Guida illustrata del Casentino, 2ª edizione, FirenzeTipografia Niccolai, 1889
- La beneficenza nella provincia di Arezzo: Relazione presentata il 10 gennaio 1904 alla Commissione provinciale di beneficenza, con un esordio storico del prof. Abele Morena, Arezzo, Stabilimento Tipografico Bellotti, 1905
- Di Antonio Bartolini un anno dopo la sua morte, Arezzo, Tipografia Bellotti, 1906
- Adamo Ricci: Discorso commemorativo, Arezzo, Tipografia Bellotti, 1907
- Guida illustrata del Casentino, 3ª edizione, Firenze, R.Bemporad & figlio, 1908
- Vade-mecum per brevi gite nel Casentino, Firenze, Società Tipografica Fiorentina, 1911
- Il castello di Palagio, Firenze, S. Tip., 1913
- La foresta casentinese, Firenze, Tipografia M. Ricci, 1914
- Reliquie della lingua di Dante nel Casentino: lettura fatta alla Società Colombaria di Firenze, nella sua solenne adunanza del 30 maggio 1926, E. Sinatti, 1926
- Ricordi del Petrarca nel Casentino (Estratto dagli Atti della Società colombaria), Stab. tipogr. già Chiari succ. carlo Mori, 1932

edizioni postume:
- Guida del Casentino, Firenze, Arnaud 1958
- Guida del Casentino, Nuova ed. aggiornata a cura di Fiamma Domestici, Firenze, Nardini, 1983